# Vezirhan
Vezirhan ist eine Kleinstadt im Zentraldistrikt der Nordwest-türkischen Provinz Bilecik.

## Geografie
Die Stadt liegt etwa 15 Kilometer nördlich der Provinzhauptstadt Bilecik im Osten der Marmararegion, die hier im Norden an die Schwarzmeerregion, im Osten an Zentralanatolien und im Süden an die Ägäisregion grenzt.

## Geschichte
Osman I., der Begründer des Osmanischen Reichs stammt aus dem 40 km südöstlich gelegenem Söğüt, Residenzstadt im 14. Jahrhundert.
Durch diese Lage begünstigt ließ Wesir Köprülü Mehmed Pascha im 17. Jahrhundert in Vezirhan eine Karawanserei und eine Moschee errichten.
Bis 1924 wurden im Rahmen des Bevölkerungsaustauschs zwischen Griechenland und der Türkei ebenfalls auf der Route von Istanbul nach Ankara ansässige Griechen umgesiedelt.
Die Anatolische Eisenbahn unterhielt ab 1891 einen Bahnhof in dem Ort, der seit 30. November 1989 den Status einer Stadt innehat.
Heute liegt der Ort direkt an der Hochgeschwindigkeitsstrecke Ankara–Istanbul, wird jedoch mit 250 km/h passiert.

## Städtepartnerschaften
Vezirhan unterhält seit 2014 eine Städtepartnerschaft mit Nilüfer in  Bursa, Türkei.